# Hamodactyloides incompletus
Hamodactyloides incompletus är en kräftdjursart som först beskrevs av Lipke Bijdeley Holthuis 1958.  Hamodactyloides incompletus ingår i släktet Hamodactyloides och familjen Palaemonidae. Inga underarter finns listade i Catalogue of Life.